# Tylophora cycleoides
Tylophora cycleoides là một loài thực vật có hoa trong họ La bố ma. Loài này được Tsiang miêu tả khoa học đầu tiên năm 1936.